# Hans Conrad Escher von der Linth
Hans Conrad Escher (von der Linth), född 24 augusti 1763, död 9 mars 1823, var en schweizisk politiker. Han var far till Arnold Escher von der Linth.
Escher var 1798–1802 medlem av lagstiftande rådet i den nya Helvetiska republiken, och inlade stora förtjänster om jordbrukets höjande och viktiga kanalbyggnadsföretag vid floden Linth 1807–22. Som belöning erhöll Escher 1823 namnet Escher von der Linth.